# Myrmarachne colombiana
Myrmarachne colombiana — викопний вид мірмекоморфних павуків сучасного роду Myrmarachne родини павуки-стрибуни (Salticidae).

## Відкриття
Вид описаний у 2024 році професором Університету штату Орегон Джорджем Пойнаром молодшим. Myrmarachne colombiana був знайдений в шматку скам'янілої смоли, відомої як копал, що прибув із Медельїну (Колумбія). Копал є менш зрілою формою скам'янілої смоли, ніж бурштин, який зазвичай датують 25 мільйонами років, хоча вік копалу може бути до 3 мільйонів років. Вік смоли в цьому випадку визначити не вдалося, оскільки зразок був замалий.
Це перший відомий викопний мірмекоморфний павук. Також цікавим є той факт, що зразок походить з Колумбії, де немає сучасних представників Myrmarachne.